# Prix Phi Beta Kappa en science
 (septembre 2023).
Le prix des sciences Phi Beta Kappa est décerné chaque année par la Phi Beta Kappa aux auteurs de livres d'importance traitant des domaines des sciences et des mathématiques. La notoriété de la fraternité (17 présidents des États-Unis et plus de 150 prix Nobel parmi ses membres) ainsi que celles de certains de ses lauréats participent à faire du prix Phi Beta Kappa une récompense plus que notable dans le monde académique.

## Lauréats
| Année | Ouvrage | Auteur                                                               | Sujet                    |
| ----- | --- | -------------------------------------------------------------------- | ------------------------ |
| 2022  | Read Until You Understand: The Profound Wisdom of Black Life and Literature                                          | Farah Jasmine Griffin                                                |                          |
| 2021  | The Sirens of Mars: Searching for Life on Another World                                                              | Sarah Stewart Johnson                                                | Astrobiologie            |
| 2020  | Archaeology From Space: How the Future Shapes Our Past                                                               | Sarah Parcak                                                         | Archéologie              |
| 2019  | Light of the Stars: Alien Worlds and the Fate of the Earth                                                           | Adam Frank                                                           | Astrobiologie            |
| 2018  | Behave: The Biology of Humans at Our Best and Worst                                                                  | Robert Sapolsky                                                      | Biologie                 |
| 2017  | The Gene: An intimate history                                                                                        | Siddhartha Mukherjee                                                 | Biologie                 |
| 2016  | The Triumph of Seeds: How Grains, Nuts, Kernels, Pulses, & Pips Conquered the Plant Kingdom and Shaped Human History | Thor Hansen                                                          | Biologie                 |
| 2015  | Animal Weapons: The Evolution of Battle                                                                              | Douglas J.Emlen (en)                                                 | Biologie                 |
| 2014  | Einstein and the Quantum: The Quest of the Valiant Swabian                                                           | A. Douglas Stone                                                     | Physique quantique       |
| 2013  | The Signal and the Noise: Why Most Predictions Fail—but Some Don't                                                   | Nate Silver                                                          | Statistiques             |
| 2012  | The Fate of Greenland: Lessons from Abrupt Climate Change                                                            | Philip Conkling , Richard Alley, Wallace Broecker, and George Denton | Réchauffement climatique |
| 2011  | Beyond Smoke and Mirrors: Climate Change and Energy in the 21st Century                                              | Burton Richter                                                       | Réchauffement climatique |
| 2010  | Complexity: A Guided Tour                                                                                            | Melanie Mitchell                                                     | Complexity               |
| 2009  | The Art and Politics of Science                                                                                      | Harold Varmus                                                        | Histoire des sciences    |
| 2008  | Your Inner Fish: A Journey into the 3.5-Billion-Year History of the Human Body                                       | Neil Shubin                                                          | Biologie                 |
| 2007  | The Making of the Fittest: DNA and the Ultimate Forensic Record of Evolution                                         | Sean B. Carroll                                                      | Biologie                 |
| 2006  | Plows, Plagues, and Petroleum: How Humans Took Control of Climate                                                    | William F. Ruddiman                                                  | Climatologie             |
| 2005  | The Hunt for the Dawn Monkey: Unearthing the Origins of Monkeys, Apes and Humans                                     | K. Christopher Beard                                                 | Biologie                 |
| 2004  | Isaac Newton | James Gleick                                                         | Physique                 |
| 2003  | Life on a Young Planet: The First Three Billion Years of Evolution on Earth                                          | Andrew H. Knoll                                                      | Biologie                 |
| 2002  | A Brain for All Seasons: Human Evolution & Abrupt Climate Change                                                     | William H. Calvin                                                    | Climatologie             |
| 2001  | The Two-Mile Time Machine: Ice Cores, Abrupt Climate Change, and Our Future                                          | Richard B. Alley                                                     | Climatologie             |
| 2000  | Cradle of Life: The Discovery of the Earth's Earliest Fossils                                                        | J. William Schopf                                                    | Paleontologie            |
| 1999  | The Elegant Universe: Superstrings, Hidden Dimensions, and the Quest for the Ultimate Theory                         | Brian Greene                                                         | Cosmologie               |
| 1998  | Taking Wing: Archaeopteryx & The Evolution of Bird Flight                                                            | Pat Shipman                                                          | Paleontologie            |
| 1997  | Guns, Germs, and Steel: The Fates of Human Societies                                                                 | Jared Diamond                                                        | Sociologie               |
| 1996  | Where Does the Weirdness Go? Why Quantum Mechanics is Strange, But Not as Strange as You Think                       | David Lindley                                                        | Physique                 |
| 1995  | Journey to the Ants: A Story of Scientific Exploration                                                               | Edward O. Wilson , Bert Hölldobler                                   | Biologie                 |
| 1994  | Black Holes and Time Warps: Einstein's Outrageous Legacy                                                             | Kip Thorne                                                           | Physique                 |
| 1993  | Living Within Limits: Ecology, Economics, and Population Taboos                                                      | Garrett Hardin                                                       | Ecologie                 |
| 1992  | One Long Argument: Charles Darwin and the Genesis of Modern Evolutionary Thought                                     | Ernst W. Mayr                                                        | Biologie                 |
| 1991  | Envisioning Information                                                                                              | Edward R. Tufte                                                      | Statistiques             |
| 1990  | Wonderful Life: The Burgess Shale and the Nature of History                                                          | Stephen Jay Gould                                                    | Biologie                 |
| 1989  | The How and the Why: An Essay on the Origins and Development of Physical Theory                                      | David Allen Park                                                     | Physique                 |
| 1988  | Infinite in All Directions                                                                                           | Freeman Dyson                                                        | Cosmologie               |
| 1987  | Chemicals and Society: A Guide to the New Chemical Age                                                               | Hugh D. Crone                                                        | Chimie                   |
| 1986  | The Mystery of Comets                                                                                                | Fred L. Whipple                                                      | Astronomie               |
| 1985  | The Scientific Reinterpretation of Form                                                                              | Norma E. Emerton                                                     | Science                  |
| 1984  | Frozen Star: Of Pulsars, Black Holes and the Fate of Stars                                                           | George Greenstein                                                    | Astronomie               |
| 1983  | Hen’s Teeth and Horse’s Toes: Further Reflections in Natural History                                                 | Stephen Jay Gould                                                    | Biologie                 |
| 1982  | Emerging Cosmology: Convergence                                                                                      | Bernard Lovell                                                       | Cosmologie               |
| 1981  | Cosmic Dawn: The Origins of Matter and Life                                                                          | Eric J. Chaisson                                                     | Cosmologie               |
| 1980  | The Image of Eternity: Roots of Time in the Physical World                                                           | David Allen Park                                                     | Physique                 |
| 1979  | Ice Ages: Solving the Mystery                                                                                        | John Imbrie and Katherine Palmer Imbrie                              | Climatologie             |
| 1978  | Mechanics of the Mind                                                                                                | Colin Blakemore                                                      | Medicine                 |
| 1977  | The High Frontier: Human Colonies in Space                                                                           | Gerard K. O'Neill                                                    | Colonisation de l'espace |
| 1976  | Beautiful Swimmers: Watermen, Crabs and the Chesapeake Bay                                                           | William W. Warner                                                    | Biologie                 |
| 1975  | The Healing Hand: Man and Wound in the Ancient World                                                                 | Guido Majno                                                          | Medicine                 |
| 1974  | Darwin on Man: A Psychological Study of Scientific Creativity                                                        | Howard E. Gruber , Paul H. Barrett                                   | Biologie                 |
| 1973  | The Computer from Pascal to von Neumann                                                                              | Herman H. Goldstine                                                  | Mathématiques            |
| 1972  | The Closing Circle: Nature, Man and Technology                                                                       | Barry Commoner                                                       | Sociologie               |
| 1971  | Vitamin C and the Common Cold                                                                                        | Linus Pauling                                                        | Medicine                 |
| 1970  | The Life and Death of a Salt Marsh                                                                                   | John Teal                                                            | Ecologie                 |
| 1969  | Antibodies and Immunity                                                                                              | Gustav J. G. Nossal                                                  | Medicine                 |
| 1968  | Great waters: A Voyage of Natural History to Study Whales, Plankton, and the Waters of the Southern Ocean            | Alister Hardy                                                        | Biologie                 |
| 1967  | Modern Genetics | Haig P. Papazian                                                     | Biologie                 |
| 1966  | Man Adapting | René Dubos                                                           | Medicine                 |
| 1965  | Bird Migration | Donald R. Griffin                                                    | Biologie                 |
| 1964  | The Origin of Adaptations                                                                                            | Verne Grant                                                          | Biologie                 |
| 1963  | The Unseen World | René Dubos                                                           | Biologie                 |
| 1962  | The World of Ice | James L. Dyson                                                       | Climatologie             |
| 1961  | Communication Among Social Bees                                                                                      | Martin Lindauer                                                      | Biologie                 |
| 1960  | The Forest and the Sea                                                                                               | Marston Bates                                                        | Ecologie                 |
| 1959  | Darwin’s Century: Evolution and the Men Who Discovered It                                                            | Loren Eiseley                                                        | Biologie                 |